# Каманє
45°38′ пн. ш. 15°23′ сх. д. / 45.63° пн. ш. 15.39° сх. д.
Каманє (хорв. Kamanje) – громада і населений пункт в Карловацькій жупанії Хорватії.

## Населення
Населення громади за даними перепису 2011 року становило 891 осіб. Населення самого поселення становило 366 осіб.
Динаміка чисельності населення центру громади:

## Населені пункти
Крім поселення Каманє, до громади також входять:
- Брлог Озальський
- Малий Врх-Каманський
- Орляково
- Пресека Озальська
- Рештово
- Великий Врх-Каманський